# Chronologie du monde chinois
 (juin 2021).
Cette chronologie du monde chinois établit un historique des évènements liés aux empires chinois passés, mais également au monde chinois moderne dans son entier, c’est-à-dire la Chine continentale, Taïwan, Hong Kong, Macao et Singapour.

## Chine ancienne
| Date         | Pouvoir en place | Monarque        | Événements                                          | Autres personnages / événements |
| -2500        | Sanhuangwudi     |                 | Cette période fait partie de la Mythologie chinoise |                                 |
| -2205        | Sanhuangwudi     |                 | Cette période fait partie de la Mythologie chinoise |                                 |
| Dynastie Xia |                  |                 |                                                     |                                 |
| -1767        |                  |                 |                                                     |                                 |
| -1523        | Dynastie Shang   |                 | Premières traces de Caractères chinois              |                                 |
| -1027        | Dynastie Shang   |                 |                                                     |                                 |
| -1122        | Dynastie Zhou    | Roi Wu des Zhou |                                                     |                                 |
| -781         | Dynastie Zhou    | Youwang         |                                                     |                                 |
| -771         | Dynastie Zhou    | Youwang         | Fin des Zhou occidentaux                            |                                 |
| -770         | Dynastie Zhou    | Pingwang        | Début des Zhou orientaux                            |                                 |
| -722         | Dynastie Zhou    | Pingwang        | Printemps et Automnes                               |                                 |
| -720         | Dynastie Zhou    | Pingwang        | Printemps et Automnes                               |                                 |
| -651         | Dynastie Zhou    | Xiangwang       | Printemps et Automnes                               |                                 |
| -632         | Dynastie Zhou    | Xiangwang       | Printemps et Automnes                               | Bataille de Chengpu             |
| -619         | Dynastie Zhou    | Xiangwang       | Printemps et Automnes                               |                                 |
| -551         | Dynastie Zhou    |                 | Printemps et Automnes                               | Lao Zi                          |
| -551         | Dynastie Zhou    |                 | Printemps et Automnes                               | Confucius                       |
| -481         | Dynastie Zhou    |                 | Printemps et Automnes                               | Confucius                       |
| -479         | Dynastie Zhou    |                 |                                                     | Confucius                       |
| -403         | Dynastie Zhou    |                 | Royaumes combattants                                |                                 |
| -314         | Dynastie Zhou    | Nanwang         | Royaumes combattants                                |                                 |
| -260         | Dynastie Zhou    | Nanwang         | Royaumes combattants                                | Bataille de Changping           |
| -256         | Dynastie Zhou    | Nanwang         | Royaumes combattants                                |                                 |

## Chine impériale
| Date                                           | Pouvoir en place                                                          | Empereur | Événements | Autres personnages / événements                            |
| -255                                           | Dynastie Qin                                                              | | Royaumes combattants |                                                            |
| -246                                           | Dynastie Qin                                                              | Qin Shi Huang | Royaumes combattants |                                                            |
| -221                                           | Dynastie Qin                                                              | Qin Shi Huang | Royaumes combattants | Début de la construction de la Grande Muraille de Chine    |
| -221                                           | Dynastie Qin                                                              | Qin Shi Huang | Unification de la Chine |                                                            |
| -210                                           | Dynastie Qin                                                              | Qin Shi Huang | Mort de Qin Shi Huang, l'enterrement de l'Armée de Xi'an |                                                            |
| -209                                           | Dynastie Qin                                                              | Qin Er Shi | |                                                            |
| -207                                           | Dynastie Qin                                                              | Qin Er Shi | |                                                            |
| Ziying                                         | Dynastie Qin                                                              | | |                                                            |
| -206                                           |                                                                           | | Guerre Chu-Han |                                                            |
| -205                                           |                                                                           | | Guerre Chu-Han | Bataille de Jingxing                                       |
| -202                                           |                                                                           | | Guerre Chu-Han |                                                            |
| Dynastie Han (Han occidentaux)                 | Han Gao Zu                                                                | | |                                                            |
| Dynastie Han (Han occidentaux)                 | Han Gao Zu                                                                | -195 | |                                                            |
| Dynastie Han (Han occidentaux)                 | 6                                                                         | Ruzi | |                                                            |
| Dynastie Han (Han occidentaux)                 | 9                                                                         | Ruzi | |                                                            |
| Dynastie Xin                                   | Wang Mang                                                                 | | |                                                            |
| Dynastie Xin                                   | Wang Mang                                                                 | 23 | |                                                            |
| Dynastie Han (Han orientaux)                   | Empereur Genshi                                                           | | |                                                            |
| Dynastie Han (Han orientaux)                   | 25                                                                        | | |                                                            |
| Dynastie Han (Han orientaux)                   | 88                                                                        | Hedi | |                                                            |
| Dynastie Han (Han orientaux)                   | 105                                                                       | Hedi | Cai Lun invente le papier |                                                            |
| Dynastie Han (Han orientaux)                   | 106                                                                       | Hedi | |                                                            |
| Dynastie Han (Han orientaux)                   | Shangdi                                                                   | | |                                                            |
| Dynastie Han (Han orientaux)                   | 168                                                                       | Lingdi | |                                                            |
| Dynastie Han (Han orientaux)                   | 184                                                                       | Lingdi | Rébellion des Turbans Jaunes |                                                            |
| Dynastie Han (Han orientaux)                   | 189                                                                       | Lingdi | |                                                            |
| Dynastie Han (Han orientaux)                   | Hongnongwang                                                              | | |                                                            |
| Dynastie Han (Han orientaux)                   | Xiandi                                                                    | | |                                                            |
| Dynastie Han (Han orientaux)                   | 191                                                                       | Bataille de Jieqiao | |                                                            |
| Dynastie Han (Han orientaux)                   | 200                                                                       | Bataille de Guandu | |                                                            |
| Dynastie Han (Han orientaux)                   | 208                                                                       | Bataille de Changban | Bataille des Falaises rouges |                                                            |
| Dynastie Han (Han orientaux)                   | 220                                                                       | | |                                                            |
| Trois Royaumes                                 |                                                                           | | |                                                            |
| 222                                            | Cao Pi (Royaume de Wei) Liu Bei (Royaume de Shu) Sun Quan (Royaume de Wu) | Bataille de Yiling | |                                                            |
| 225                                            | Cao Pi (Royaume de Wei) Liu Bei (Royaume de Shu) Sun Quan (Royaume de Wu) | Campagne du Sud de Zhuge Liang | |                                                            |
| 230                                            | Cao Pi (Royaume de Wei) Liu Bei (Royaume de Shu) Sun Quan (Royaume de Wu) | Campagne du Sud de Zhuge Liang | |                                                            |
| 234                                            | Cao Pi (Royaume de Wei) Liu Bei (Royaume de Shu) Sun Quan (Royaume de Wu) | Bataille des plaines de Wuzhang | |                                                            |
| 250                                            | Cao Pi (Royaume de Wei) Liu Bei (Royaume de Shu) Sun Quan (Royaume de Wu) | Introduction du Bouddhisme en Chine | |                                                            |
| 252                                            | Cao Pi (Royaume de Wei) Liu Bei (Royaume de Shu) Sun Quan (Royaume de Wu) | | |                                                            |
| 263                                            |                                                                           | Conquête du Shu par le Wei | |                                                            |
| 265                                            |                                                                           | Abdication de Cao Huan, fin du royaume de Wei | |                                                            |
| 265                                            | Dynastie Jin 265-420                                                      | Wudi | |                                                            |
| 274                                            | Dynastie Jin 265-420                                                      | Wudi | |                                                            |
| 280                                            | Dynastie Jin 265-420                                                      | Wudi | Conquête du Wu par le Jin, fin de la période des Trois Royaumes |                                                            |
| 290                                            | Dynastie Jin 265-420                                                      | Huidi | |                                                            |
| 291                                            | Dynastie Jin 265-420                                                      | Huidi | | Guerre des huit princes                                    |
| 304                                            | Dynastie Jin 265-420                                                      | Huidi | Seize Royaumes (Han Zhao, Zhao Postérieurs, Cheng Han, Liang antérieurs, Liang postérieur, Liang du Nord, Liang de l'Ouest, Liang du Sud, Yan antérieurs, Yan postérieurs, Yan du Nord, Yan du Sud, Qin Antérieurs, Qin postérieurs, Qin de l'Ouest, Xia) | Guerre des huit princes                                    |
| 306                                            | Dynastie Jin 265-420                                                      | Huidi | Seize Royaumes (Han Zhao, Zhao Postérieurs, Cheng Han, Liang antérieurs, Liang postérieur, Liang du Nord, Liang de l'Ouest, Liang du Sud, Yan antérieurs, Yan postérieurs, Yan du Nord, Yan du Sud, Qin Antérieurs, Qin postérieurs, Qin de l'Ouest, Xia) | Guerre des huit princes                                    |
| 307                                            | Dynastie Jin 265-420                                                      | Huidi | Seize Royaumes (Han Zhao, Zhao Postérieurs, Cheng Han, Liang antérieurs, Liang postérieur, Liang du Nord, Liang de l'Ouest, Liang du Sud, Yan antérieurs, Yan postérieurs, Yan du Nord, Yan du Sud, Qin Antérieurs, Qin postérieurs, Qin de l'Ouest, Xia) |                                                            |
| 372                                            | Dynastie Jin 265-420                                                      | Xiaowudi | Seize Royaumes (Han Zhao, Zhao Postérieurs, Cheng Han, Liang antérieurs, Liang postérieur, Liang du Nord, Liang de l'Ouest, Liang du Sud, Yan antérieurs, Yan postérieurs, Yan du Nord, Yan du Sud, Qin Antérieurs, Qin postérieurs, Qin de l'Ouest, Xia) |                                                            |
| 383                                            | Dynastie Jin 265-420                                                      | Xiaowudi | Seize Royaumes (Han Zhao, Zhao Postérieurs, Cheng Han, Liang antérieurs, Liang postérieur, Liang du Nord, Liang de l'Ouest, Liang du Sud, Yan antérieurs, Yan postérieurs, Yan du Nord, Yan du Sud, Qin Antérieurs, Qin postérieurs, Qin de l'Ouest, Xia) | Bataille de la rivière Fei                                 |
| 396                                            | Dynastie Jin 265-420                                                      | Xiaowudi | Seize Royaumes (Han Zhao, Zhao Postérieurs, Cheng Han, Liang antérieurs, Liang postérieur, Liang du Nord, Liang de l'Ouest, Liang du Sud, Yan antérieurs, Yan postérieurs, Yan du Nord, Yan du Sud, Qin Antérieurs, Qin postérieurs, Qin de l'Ouest, Xia) |                                                            |
| 419                                            | Dynastie Jin 265-420                                                      | Gongdi | Seize Royaumes (Han Zhao, Zhao Postérieurs, Cheng Han, Liang antérieurs, Liang postérieur, Liang du Nord, Liang de l'Ouest, Liang du Sud, Yan antérieurs, Yan postérieurs, Yan du Nord, Yan du Sud, Qin Antérieurs, Qin postérieurs, Qin de l'Ouest, Xia) |                                                            |
| 420                                            | Dynastie Jin 265-420                                                      | Gongdi | Seize Royaumes (Han Zhao, Zhao Postérieurs, Cheng Han, Liang antérieurs, Liang postérieur, Liang du Nord, Liang de l'Ouest, Liang du Sud, Yan antérieurs, Yan postérieurs, Yan du Nord, Yan du Sud, Qin Antérieurs, Qin postérieurs, Qin de l'Ouest, Xia) |                                                            |
| Dynasties du Nord et du Sud                    |                                                                           | | Seize Royaumes (Han Zhao, Zhao Postérieurs, Cheng Han, Liang antérieurs, Liang postérieur, Liang du Nord, Liang de l'Ouest, Liang du Sud, Yan antérieurs, Yan postérieurs, Yan du Nord, Yan du Sud, Qin Antérieurs, Qin postérieurs, Qin de l'Ouest, Xia) |                                                            |
| 439                                            |                                                                           | | Seize Royaumes (Han Zhao, Zhao Postérieurs, Cheng Han, Liang antérieurs, Liang postérieur, Liang du Nord, Liang de l'Ouest, Liang du Sud, Yan antérieurs, Yan postérieurs, Yan du Nord, Yan du Sud, Qin Antérieurs, Qin postérieurs, Qin de l'Ouest, Xia) |                                                            |
| 475                                            |                                                                           | Bodhidharma arrive en Chine | |                                                            |
| 589                                            |                                                                           | | |                                                            |
| 581                                            | Dynastie Sui                                                              | | | Percement du Grand Canal                                   |
| 618                                            | Dynastie Sui                                                              | | |                                                            |
| Dynastie Tang                                  |                                                                           | | |                                                            |
| 627                                            | Li Shimin                                                                 | | |                                                            |
| 635                                            | Li Shimin                                                                 | Les premiers missionnaires chrétiens comme Alopen arrivent en Chine : moines nestoriens d'Asie Mineure et de Perse, construction de la Pagode Daqin.                                             | |                                                            |
| 649                                            | Li Shimin                                                                 | | |                                                            |
| 650                                            |                                                                           | Des documents de la Dynastie Tang rapportent la visite en Chine de Sa`d ibn Abi Waqqas, un des compagnons de Mahomet en 650. Cet événement est considéré comme la naissance de l'islam en Chine. | |                                                            |
| 684                                            | Wu Ze Tian                                                                | | |                                                            |
| 705                                            | Wu Ze Tian                                                                | | |                                                            |
| 712                                            | Empereur Xuanzong                                                         | | |                                                            |
| 751                                            | Empereur Xuanzong                                                         | Bataille de Talas | |                                                            |
| 756                                            | Empereur Xuanzong                                                         | Rébellion d'An Lushan | |                                                            |
| 763                                            |                                                                           | Rébellion d'An Lushan | |                                                            |
| 845                                            |                                                                           | Le bouddhisme est violemment réprimé | |                                                            |
| 907                                            |                                                                           | | |                                                            |
| Période des Cinq Dynasties et des Dix Royaumes |                                                                           | | |                                                            |
| 960                                            |                                                                           | | |                                                            |
| Dynastie Song (960-1279)                       |                                                                           | | |                                                            |
| 1127                                           |                                                                           | Fin des Song du Nord / Début des Song du Sud Sac de Kaifeng par les deuxième dynastie Jin, capturant l'empereur et son fils.                                                                     | |                                                            |
| 1214                                           |                                                                           | Bataille de Beijing | |                                                            |
| 1255                                           |                                                                           | | Voyages de Marco Polo |                                                            |
| 1260                                           | Kubilai Khan                                                              | | Voyages de Marco Polo |                                                            |
| 1271                                           | Kubilai Khan                                                              | Dynastie Yuan | Voyages de Marco Polo |                                                            |
| 1273                                           | Kubilai Khan                                                              | Dynastie Yuan | Voyages de Marco Polo | Bataille de Xiangyang                                      |
| 1279                                           | Kubilai Khan                                                              | Dynastie Yuan | Voyages de Marco Polo | Bataille de Yamen                                          |
| 1289                                           | Kubilai Khan                                                              | Dynastie Yuan | Voyages de Marco Polo | Des frères Franciscains commencent leurs missions en Chine |
| 1294                                           | Kubilai Khan                                                              | Dynastie Yuan | Voyages de Marco Polo |                                                            |
| 1295                                           |                                                                           | Dynastie Yuan | Voyages de Marco Polo |                                                            |
| 1368                                           |                                                                           | Dynastie Yuan | |                                                            |
| Dynastie Ming                                  | Hongwu                                                                    | | |                                                            |
| Dynastie Ming                                  | Hongwu                                                                    | 1398 | |                                                            |
| Dynastie Ming                                  | 1399                                                                      | Jianwen | |                                                            |
| Dynastie Ming                                  | 1402                                                                      | Jianwen | |                                                            |
| Dynastie Ming                                  | 1403                                                                      | Yongle | |                                                            |
| Dynastie Ming                                  | 1405                                                                      | Yongle | | Voyages de Zheng He                                        |
| Dynastie Ming                                  | 1406                                                                      | Yongle | La construction de la Cité interdite commence | Voyages de Zheng He                                        |
| Dynastie Ming                                  | 1424                                                                      | Yongle | | Voyages de Zheng He                                        |
| Dynastie Ming                                  | Hongxi                                                                    | | | Voyages de Zheng He                                        |
| Dynastie Ming                                  | 1425                                                                      | | | Voyages de Zheng He                                        |
| Dynastie Ming                                  | 1426                                                                      | Xuande | | Voyages de Zheng He                                        |
| Dynastie Ming                                  | 1433                                                                      | Xuande | | Voyages de Zheng He                                        |
| Dynastie Ming                                  | 1435                                                                      | Xuande | |                                                            |
| Dynastie Ming                                  | 1449                                                                      | | Bataille de la Forteresse de Tumu |                                                            |
| Dynastie Ming                                  | 1506                                                                      | Zhengde | |                                                            |
| Dynastie Ming                                  | 1516                                                                      | Zhengde | Premières installations portugaises à Macao |                                                            |
| Dynastie Ming                                  | 1521                                                                      | Zhengde | |                                                            |
| Dynastie Ming                                  | 1522                                                                      | Jiajing | |                                                            |
| Dynastie Ming                                  | 1556                                                                      | Jiajing | Tremblement de terre au Shaanxi et au Gansu. 850 000 morts. |                                                            |
| Dynastie Ming                                  | 1566                                                                      | Jiajing | |                                                            |
| Dynastie Ming                                  | 1567-1573                                                                 | Longqing | |                                                            |
| Dynastie Ming                                  | 1573                                                                      | Wanli | |                                                            |
| Dynastie Ming                                  | 1582                                                                      | Wanli | Les Jésuites commencent leurs missions en Chine |                                                            |
| Dynastie Ming                                  | 1616                                                                      | Wanli | Nurhaci fonde la Dynastie Qing en Mandchourie |                                                            |
| Dynastie Ming                                  | 1619                                                                      | Wanli | Bataille de Sarhu |                                                            |
| Dynastie Ming                                  | 1620                                                                      | Wanli | |                                                            |
| Dynastie Ming                                  | Taichang                                                                  | | |                                                            |
| Dynastie Ming                                  | Tianqi                                                                    | | |                                                            |
| Dynastie Ming                                  | 1627                                                                      | Première expédition mandchoue en Corée | |                                                            |
| Dynastie Ming                                  | 1627                                                                      | Première expédition mandchoue en Corée | Chongzhen |                                                            |
| Dynastie Ming                                  | 1637                                                                      | Seconde expédition mandchoue en Corée | |                                                            |
| Dynastie Ming                                  | 1644                                                                      | | |                                                            |
| Dynastie Qing                                  | Shunzhi                                                                   | | |                                                            |
| Dynastie Qing                                  | Shunzhi                                                                   | 1661 | |                                                            |
| Dynastie Qing                                  | 1662                                                                      | Kangxi | |                                                            |
| Dynastie Qing                                  | 1674                                                                      | Kangxi | Révolte des trois feudataires |                                                            |
| Dynastie Qing                                  | 1680                                                                      | Kangxi | Révolte des trois feudataires | Premier gouverneur portugais à Macao                       |
| Dynastie Qing                                  | 1683                                                                      | Kangxi | Révolte des trois feudataires |                                                            |
| Dynastie Qing                                  | 1689                                                                      | Kangxi | Traité de Nertchinsk |                                                            |
| Dynastie Qing                                  | 1711                                                                      | Kangxi | La Compagnie anglaise des Indes orientales établit un relai postal à Guangzhou |                                                            |
| Dynastie Qing                                  | 1716                                                                      | Kangxi | Publication du Dictionnaire de Kangxi |                                                            |
| Dynastie Qing                                  | 1722                                                                      | Kangxi | |                                                            |
| Dynastie Qing                                  | 1723                                                                      | Yongzheng | |                                                            |
| Dynastie Qing                                  | 1735                                                                      | Yongzheng | |                                                            |
| Dynastie Qing                                  | Qianlong                                                                  | | |                                                            |
| Dynastie Qing                                  | 1755                                                                      | Dix Grandes Campagnes | |                                                            |
| Dynastie Qing                                  | 1790                                                                      | Dix Grandes Campagnes | |                                                            |
| Dynastie Qing                                  | 1793                                                                      | Lord Macartney, premier émissaire britannique à Beijing | |                                                            |
| Dynastie Qing                                  | 1796                                                                      | | |                                                            |
| Dynastie Qing                                  | Jiaqing                                                                   | | |                                                            |
| Dynastie Qing                                  | 1814                                                                      | Premières traces de convertis chrétiens occidentaux (le christianisme nestorien était implanté depuis longtemps en Chine)                                                                        | |                                                            |
| Dynastie Qing                                  | 1820                                                                      | | |                                                            |
| Dynastie Qing                                  | 1821                                                                      | Daoguang | |                                                            |
| Dynastie Qing                                  | 1839                                                                      | Daoguang | Première guerre de l'opium |                                                            |
| Dynastie Qing                                  | 1842                                                                      | Daoguang | Première guerre de l'opium | Traité de Nankin                                           |
| Dynastie Qing                                  | 1850                                                                      | Daoguang | |                                                            |
| Dynastie Qing                                  | 1851                                                                      | Xianfeng | Révolte des Taiping |                                                            |
| Dynastie Qing                                  | 1854                                                                      | Xianfeng | Révolte des Taiping |                                                            |
| Dynastie Qing                                  | 1856                                                                      | Xianfeng | Seconde guerre de l'opium |                                                            |
| Dynastie Qing                                  | 1858                                                                      | Xianfeng | Seconde guerre de l'opium | Traité d'Aigun Traités de Tianjin                          |
| Dynastie Qing                                  | 1860                                                                      | Xianfeng | Seconde guerre de l'opium | Sac du Palais d'Été Convention de Pékin                    |
| Dynastie Qing                                  | 1861                                                                      | Xianfeng | |                                                            |
| Dynastie Qing                                  | 1862                                                                      | Tongzhi | |                                                            |
| Dynastie Qing                                  | 1874                                                                      | Tongzhi | |                                                            |
| Dynastie Qing                                  | 1875                                                                      | Guangxu | |                                                            |
| Dynastie Qing                                  | 1876                                                                      | Guangxu | Convention de Chefoo |                                                            |
| Dynastie Qing                                  | 1884                                                                      | Guangxu | Guerre franco-chinoise |                                                            |
| Dynastie Qing                                  | 1885                                                                      | Guangxu | Guerre franco-chinoise | Bataille de Foochow                                        |
| Dynastie Qing                                  | 1894                                                                      | Guangxu | Première guerre sino-japonaise | Bataille du fleuve Yalou (1894)                            |
| Dynastie Qing                                  | 1895                                                                      | Guangxu | Première guerre sino-japonaise | Traité de Shimonoseki                                      |
| Dynastie Qing                                  | 1898                                                                      | Guangxu | Réforme des Cent Jours | Coup d'État de l'impératrice douairière Cixi               |
| Dynastie Qing                                  | 1900                                                                      | Guangxu | Rébellion des Boxers |                                                            |
| Dynastie Qing                                  | 1901                                                                      | Guangxu | Traité de 1901 |                                                            |
| Dynastie Qing                                  | 1908                                                                      | Guangxu | |                                                            |
| Dynastie Qing                                  | Puyi                                                                      | | |                                                            |
| Dynastie Qing                                  | 1911                                                                      | Révolution de Xinhai | Soulèvement de Wuchang |                                                            |

## Chine contemporaine
| Date             | Pouvoir en place    | Dirigeant de l'État                                                                               | Événements                                                | Autres personnages / événements                                                                                |
| 1912             | République de Chine | Sun Yat-sen                                                                                       | Révolution Xinhai                                         | |
| 1913             | République de Chine | Sun Yat-sen                                                                                       | Fondation de la république de Chine                       | |
| 1913             | République de Chine | Yuan Shikai                                                                                       |                                                           | |
| 1915             | République de Chine | Restauration impériale de Yuan Shikai, 21 demandes du Japon                                       |                                                           | |
| 1916 - 1917      | République de Chine | Li Yuanhong                                                                                       | Seigneurs de la guerre (1916-1928)                        | |
| 1917 - 1918      | République de Chine | Feng Guozhang                                                                                     |                                                           | |
| 1919             | République de Chine | Xu Shichang                                                                                       | Mouvement du 4 mai                                        | |
| 1921             | République de Chine |                                                                                                   | Fondation du Parti communiste chinois                     | |
| 1926             | République de Chine |                                                                                                   | Expédition du Nord                                        | |
| 1927             | République de Chine |                                                                                                   | Expédition du Nord                                        | Massacre de Shanghai, rupture du Kuomintang et du Parti communiste chinois, début de la guerre civile chinoise |
| 1927             | République de Chine | Soulèvement de Nanchang                                                                           | Expédition du Nord                                        | |
| 1928             | République de Chine | Tchang Kaï-chek                                                                                   | Expédition du Nord                                        | Incident de Jinan                                                                                              |
| 1931             | République de Chine | Tchang Kaï-chek                                                                                   | République soviétique chinoise                            | Incident de Mukden Inondations de 1931 en Chine                                                                |
| 1931             | République de Chine | Lin Sen                                                                                           | République soviétique chinoise                            | |
| 1932             | République de Chine | L'empire du Japon déclare l'établissement du Mandchoukouo en Mandchourie, indépendant de la Chine | République soviétique chinoise                            | |
| 1934             | République de Chine |                                                                                                   | République soviétique chinoise                            | |
| Longue Marche    | République de Chine |                                                                                                   |                                                           | |
| 1935             | République de Chine |                                                                                                   |                                                           | |
| 1936             | République de Chine | Incident de Xian                                                                                  | Le Japon établit le Mengjiang                             | |
| 1937             | République de Chine | Seconde guerre sino-japonaise                                                                     | Incident du Pont Marco Polo                               | |
| 1937             | République de Chine | Seconde guerre sino-japonaise                                                                     | Bataille de Pingxingguan                                  | |
| 1937             | République de Chine | Seconde guerre sino-japonaise                                                                     | Bataille de Shanghai                                      | |
| 1937             | République de Chine | Seconde guerre sino-japonaise                                                                     | Bataille de Nankin                                        | |
| 1937             | République de Chine | Seconde guerre sino-japonaise                                                                     | Massacre de Nankin                                        | |
| 1938             | République de Chine | Seconde guerre sino-japonaise                                                                     | Bataille de Taierzhuang                                   | |
| 1938             | République de Chine | Seconde guerre sino-japonaise                                                                     | Bataille de Wuhan                                         | |
| 1939             | République de Chine | Seconde guerre sino-japonaise                                                                     | Bataille de Changsha (1939)                               | |
| 1940             | République de Chine | Seconde guerre sino-japonaise                                                                     | Offensive des cent régiments                              | |
| 1941             | République de Chine | Seconde guerre sino-japonaise                                                                     | Bataille de Changsha (1941)                               | |
| 1942             | République de Chine | Seconde guerre sino-japonaise                                                                     |                                                           | Bataille de Changsha (1942)                                                                                    |
| 1943             | République de Chine | Seconde guerre sino-japonaise                                                                     |                                                           | |
| Tchang Kaï-chek  | République de Chine | Seconde guerre sino-japonaise                                                                     |                                                           | |
| 1944             | République de Chine |                                                                                                   | Bataille de Changsha (1944)                               | |
| 1945             | République de Chine | Le gouvernement nationaliste est un des membres fondateurs de l'ONU                               |                                                           | |
| 1947             | République de Chine | Incident du 28 février                                                                            |                                                           | |
| 1949             | République de Chine | Le Kuomintang se replie à Taïwan                                                                  |                                                           | |
| 1971             | République de Chine | La RPC remplace la république de Chine comme membre du Conseil de sécurité des Nations unies      |                                                           | |
| 1975             | République de Chine |                                                                                                   |                                                           | |
| Yen Chia-jin     | République de Chine |                                                                                                   |                                                           | |
| 1978             | République de Chine |                                                                                                   |                                                           | |
| Chiang Ching-kuo | République de Chine |                                                                                                   | 9 septembre 1976 Mort de MAO Ze Dong                      | |
| Chiang Ching-kuo | République de Chine | 1979                                                                                              | Taiwan Relations Act voté au Congrès des États-Unis       | |
| Chiang Ching-kuo | République de Chine | 1988                                                                                              |                                                           | |
| Lee Teng-hui     | République de Chine |                                                                                                   |                                                           | |
| 1996             | République de Chine | Troisième crise du détroit de Taïwan                                                              | Élection présidentielle de la république de Chine de 1996 | |
| 2000             | République de Chine | Élection présidentielle de la république de Chine de 2000                                         |                                                           | |
| 2000             | République de Chine | Chen Shui-bian                                                                                    | Four Noes and One Without de Chen Shui-bian               | |
| 2002             | République de Chine | Chen Shui-bian                                                                                    | Accession à l'OMC                                         | |
| 2003             | République de Chine | Chen Shui-bian                                                                                    | Épidémie de SRAS                                          | |
| 2004             | République de Chine | Chen Shui-bian                                                                                    | Élections de la république de Chine 2004                  | |

| Date                     | Pouvoir en place              | Dirigeant de l'État | Événements | Autres personnages / événements                                                                  |
| 1949                     | République populaire de Chine | Mao Zedong | Fondation de la république populaire de Chine                                                                          |                                                                                                  |
| 1950                     | République populaire de Chine | Mao Zedong | Bataille du réservoir de Chosin                                                                                        | Guerre de Corée                                                                                  |
| 1951                     | République populaire de Chine | Mao Zedong | Occupation du Tibet | Guerre de Corée                                                                                  |
| 1953                     | République populaire de Chine | Mao Zedong | | Guerre de Corée                                                                                  |
| 1956                     | République populaire de Chine | Mao Zedong | Campagne des Cent Fleurs                                                                                               |                                                                                                  |
| 1957                     | République populaire de Chine | Mao Zedong | Campagne des Cent Fleurs                                                                                               |                                                                                                  |
| 1958                     | République populaire de Chine | Mao Zedong | Grand Bond en avant |                                                                                                  |
| 1959                     | République populaire de Chine | Mao Zedong | Grand Bond en avant | Trois années de catastrophes naturelles                                                          |
| 1960                     | République populaire de Chine | Mao Zedong | Grand Bond en avant | Trois années de catastrophes naturelles                                                          |
| Scission sino-soviétique | République populaire de Chine | Mao Zedong | | Trois années de catastrophes naturelles                                                          |
| 1961                     | République populaire de Chine | Mao Zedong | | Trois années de catastrophes naturelles                                                          |
| 1962                     | République populaire de Chine | Mao Zedong | Guerre sino-indienne                                                                                                   |                                                                                                  |
| 1964                     | République populaire de Chine | Mao Zedong | Le Conseil des affaires de l'État de la république populaire de Chine décrète la simplification des caractères chinois | Premiers essais de la bombe atomique chinoise                                                    |
| 1966                     | République populaire de Chine | Mao Zedong | Révolution culturelle                                                                                                  | Petit Livre rouge                                                                                |
| 1969                     | République populaire de Chine | Mao Zedong | Révolution culturelle                                                                                                  | Ouverture de la première ligne du métro de Pékin: dix-sept stations                              |
| 1970                     | République populaire de Chine | Mao Zedong | Lancement du premier satellite chinois, avec la fusée Longue Marche (fusée)                                            |                                                                                                  |
| 1971                     | République populaire de Chine | Mao Zedong | La RPC remplace la république de Chine comme membre permanent du Conseil de sécurité des Nations unies                 | Henry Kissinger visite secrètement Pékin                                                         |
| 1972                     | République populaire de Chine | Mao Zedong | Richard Nixon visite la Chine. Communiqué de Shanghai                                                                  |                                                                                                  |
| 1974                     | République populaire de Chine | Mao Zedong | Découverte de l'Armée de Xi'an                                                                                         |                                                                                                  |
| 1976                     | République populaire de Chine | Mao Zedong | Quatre modernisations                                                                                                  | Mouvement du 5 avril à la suite de la mort de Zhou Enlai Mort de MAO Ze Dong le 9 septembre 1976 |
| 1976                     | République populaire de Chine | Hua Guofeng | |                                                                                                  |
| 1977                     | République populaire de Chine | Printemps de Pékin | |                                                                                                  |
| 1978                     | République populaire de Chine | Début de la réforme économique chinoises                                                                                          | Mouvement du mur de la démocratie                                                                                      |                                                                                                  |
| 1979                     | République populaire de Chine | Politique de l'enfant unique | Mouvement du mur de la démocratie                                                                                      |                                                                                                  |
| 1979                     | République populaire de Chine | Les États-Unis et la république populaire de Chine établissent des relations diplomatiques normales                               | Visite de Deng Xiaoping à Washington                                                                                   |                                                                                                  |
| 1979                     | République populaire de Chine | Guerre sino-vietnamienne | Quatre principes cardinaux de Deng Xiaoping                                                                            |                                                                                                  |
| 1980                     | République populaire de Chine | Première Zone économique spéciale                                                                                                 | Procès de la Bande des Quatre                                                                                          |                                                                                                  |
| 1981                     | République populaire de Chine | | |                                                                                                  |
| Hu Yaobang               | République populaire de Chine | | |                                                                                                  |
| 1984                     | République populaire de Chine | Margaret Thatcher en Chine signe la Déclaration sino-britannique, prévoyant le retour de Hong Kong en RPC en 1997.                | |                                                                                                  |
| 1987                     | République populaire de Chine | | |                                                                                                  |
| Zhao Ziyang              | République populaire de Chine | | |                                                                                                  |
| 1989                     | République populaire de Chine | Événements de la place Tian'anmen                                                                                                 | |                                                                                                  |
| 1989                     | République populaire de Chine | Événements de la place Tian'anmen                                                                                                 | Jiang Zemin |                                                                                                  |
| 1991                     | République populaire de Chine | Ouverture du premier McDonald's à Beijing                                                                                         | |                                                                                                  |
| 1996                     | République populaire de Chine | Troisième crise du détroit de Taïwan                                                                                              | |                                                                                                  |
| 1997                     | République populaire de Chine | Rétrocession de Hong Kong, devenant Région administrative spéciale                                                                | Mort de Deng Xiaoping                                                                                                  |                                                                                                  |
| 1999                     | République populaire de Chine | Rétrocession de Macao | |                                                                                                  |
| 2000                     | République populaire de Chine | La république populaire de Chine dépasse le Japon en tant que pays alimentant le plus gros déficit commercial avec les États-Unis | |                                                                                                  |
| 2001                     | République populaire de Chine | Accession à l'OMC | Pékin est choisi pour accueillir les Jeux olympiques d'été de 2008                                                     |                                                                                                  |
| 2002                     | République populaire de Chine | 16e congrès du parti | |                                                                                                  |
| 2003                     | République populaire de Chine | Hu Jintao | Épidémie de SRAS | Shenzhou 5, première mission spatiale habitée chinoise                                           |
| 2004                     | République populaire de Chine | Hu Jintao | Jiang Zemin se retire de son poste de président de la Commission militaire centrale                                    | Réélection du candidat indépendantiste Chen Shuibian à Taïwan                                    |
| 2005                     | République populaire de Chine | Hu Jintao | Accord Guomindang-PCC 2005                                                                                             | Shenzhou 6, deuxième mission spatiale habitée                                                    |
| 2008                     | République populaire de Chine | Hu Jintao | Élection de Ma Ying-jeou du Kuomintang à Taïwan, mise en place d'échanges directs entre l'île et le continent.         | Début de la grande vitesse ferroviaire                                                           |
| 2011                     | République populaire de Chine | Hu Jintao | | Tiangong 1, première station spatiale chinoise                                                   |
| 2013                     | République populaire de Chine | Xi Jinping | |                                                                                                  |
| 2015                     | République populaire de Chine | Xi Jinping | | Nouvelle route de la soie                                                                        |
| 2016                     | République populaire de Chine | Xi Jinping | | Tiangong 2, 2e station spatiale                                                                  |

## Chronologie récente

### 2004
- Taïwan : réélection de Chen Shuibian à Taïwan. La réélection de ce défenseur de l'indépendance de Taïwan inquiète la Chine continentale.
- Taïwan : L'élection du parlement Taïwanais donne le Guomindang premier. L'idée d'un référendum sur l'indépendance de Taïwan est abandonnée.

### 2005
- 6 janvier, Chine : La population de la Chine continentale atteint 1,3 milliard d'habitants par la naissance d'un petit chinois.
- Lundi 17 janvier, Chine : décès de Zhao Ziyang, ancien secrétaire général du Parti communiste chinois, limogé en 1989 et placé en résidence surveillée pour s'être opposé à la répression des manifestations de la place Tian'anmen.
- 10 février, Corée du Nord : le gouvernement déclare posséder l'arme nucléaire, deux ans après s'être retirée du Traité de non-prolifération nucléaire. États-Unis et Chine s'efforce de calmer le jeu Nord coréen.
- 6 vols directs sont organisés entre Taïwan et la Chine continentale, semblant montrer une détente entre les deux pays.
- 14 mars, république populaire de Chine : une loi antisécession a été adoptée par le parlement, légalisant l'emploi de moyens « non-pacifiques » afin de prévenir toute forme possible de déclaration d'indépendance de Taïwan (de facto indépendante depuis 1949).
- 26 mars, république de Chine (Taïwan) : près d'un million de Taïwanais ont manifesté à Taipei pour dénoncer les points menaçants de la loi antisécession adoptée par la république populaire de Chine. Cette loi chinoise légalise l'emploi de « moyens non pacifiques » afin de prévenir toute forme possible de déclaration d'indépendance de Taïwan. Les Taïwanais, de facto indépendants depuis 1949, rejettent ainsi l'unilatéralisme de la république populaire de Chine et affirment que leur éventuelle indépendance est uniquement de leur ressort.
- Accord Guomindang-PCC 2005
- 12 avril, New Delhi : un accord Sino-Indien a été signé afin de définir les « grands principes » d'une réconciliation entre ces deux pays. L'Inde et la Chine espèrent améliorer leurs relations afin de favoriser leurs échanges et leur développement. L'idée d'une immense zone de libre-échange a aussi été évoquée. Cela concernerait 2,5 milliards d'hommes.
- 15 avril, Chine-Japon : tension entre les deux géants d'Asie ; on parle de Mouvement anti-japonais en Chine ainsi que d'une « guerre des manuels » du fait que la « dispute » a pour origine le contenu d'un manuel scolaire japonais.

### 2006
- 18 mai : le barrage des Trois-Gorges est officiellement terminé.
- 18 mai : un million de personnes ont été évacuées devant l'arrivée du typhon Chanchu qui a déjà fait 50 morts en Asie.
- 22 mai : la chancelière allemande Angela Merkel arrive à Pékin (Beijing) pour une visite officielle de 3 jours en Chine.
- 6 juin : le barrage des Trois-Gorges a commencé à contrôler lui-même les eaux du Yangzi Jiang, avec deux ans d'avance sur le calendrier, après l'explosion de la dernière paroi temporaire qui le protégeait.

### Sources
- Mao Zedong, Chronique de l'histoire (livre), recommandé pour voir l'histoire de la Chine de 1900 à 1980.

Source journalistique :
- À propos de Taïwan :
  - (fr) www.Taiwan-info.com
  - (en) www.MainChina-info.cn
  - (en) www.gov.tw